# Hypenodes nesiota
Hypenodes nesiota is een vlinder uit de familie van de spinneruilen (Erebidae). De wetenschappelijke naam van de soort is voor het eerst geldig gepubliceerd in 1916 door Rebel.
Deze nachtvlinder komt voor in Europa.